# 圣帕特里克节

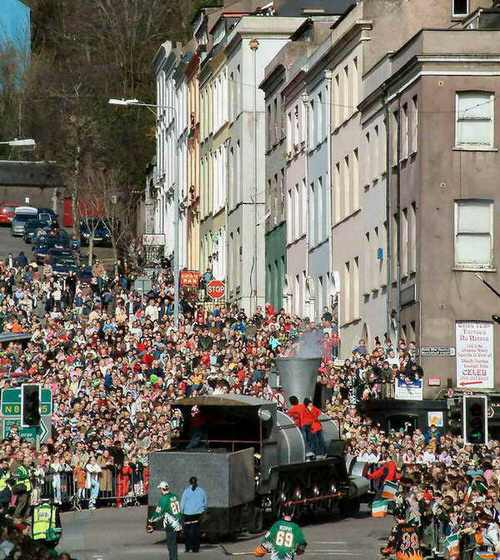
2004年爱尔兰科克的圣帕特里克节

聖派翠克節是3月17日在聖博德忌日舉行的文化和宗教慶典。聖博德生前將福音傳至愛爾蘭，是愛爾蘭最重要的天主教聖人。
聖派翠克節在17世紀初被定為正式的基督教節日，由天主教會、聖公宗（特別是愛爾蘭教會）、東正教會和信義宗確立。這一天紀念聖派翠克和基督教降臨愛爾蘭，並且慶祝愛爾蘭習俗和文化，慶祝活動一般涉及公眾遊行、社區集會（cèilidhs）、穿綠色服裝跟三葉草。 屬於禮儀教派的基督徒會參加教會服務，並且根據天主教會禮俗，限制飲食飲酒的四旬大齋期結束時間正好接上聖派翠克節，所以提升了此傳統節日的酒精消耗量。。
聖派翠克節是愛爾蘭共和國、北愛爾蘭、加拿大紐芬蘭與拉布拉多省和英國海外領土蒙哲臘的公定假日。散居在世界各地的愛爾蘭人，像是英國，加拿大，美國，巴西，阿根廷，澳大利亞和紐西蘭等地也會慶祝，聖派翠克節在以上國家過得比其他國更加隆重熱烈。 現代的慶祝活動受到大量愛爾蘭移民影響，尤其是北美發達國家，近年來，有人批評聖派翠克節的慶祝活動過於商業化，並對愛爾蘭人民造成負面的刻板印象。。

## 聖派翠克
聖派翠克是一位5世紀的天主教英國地區的傳教士和愛爾蘭主教。目前所知的聖派翠克生平，大部分來自他的懺悔錄（英語：Confession of St. Patrick），據稱這是聖派翠克親筆寫的。據信，他在四世紀時出生於一個富裕的羅馬英國家庭，他的父親是執事，他的祖父是一名神父。根據懺悔錄，在16歲時，他被愛爾蘭入侵者綁架，並被當作蓋爾愛爾蘭人的奴隸。他在那裏當了六年的牧羊人，在這段時間裡，他聲稱“找到了天主”。在《懺悔錄》裡，他說天主叫他逃往海岸，那裡有一艘船能帶他回家，回家後，帕特里克成為一名神父。
根據職責傳統，聖派翠克回到愛爾蘭傳教，將信仰異教的愛爾蘭人變為基督徒。懺悔錄說，他在愛爾蘭北部地區花了很多年宣揚福音，並且讓“數千人”皈依基督教，聖派翠克對抗德魯伊教徒的努力最終變成了一個「他把蛇從愛爾蘭趕出去」的寓言。（愛爾蘭從未有過任何蛇）。
傳統認為，他於3月17日去世，並被安葬在唐派屈克。在接下來的幾個世紀裡，聖派翠克的傳奇故事散播出去，並且衍生更多版本，使他成為愛爾蘭最重要的聖人。
愛爾蘭僑民對今日之聖派翠克節慶祝活動影響最甚，尤其在北美，20世紀末期以前，聖派翠克節慶祝活動在愛爾蘭僑民社區比在愛爾蘭境內更加盛大。
慶祝活動通常有公眾遊行、狂歡嘉年華會以及愛爾蘭傳統音樂會（céilithe）並且要穿著綠色服裝與三葉草，當然也有較為正式的聚會，比如說晚宴和舞會，儘管這些在過去更為常見。聖派翠克節遊行始於18世紀的北美，並且直到20世紀才傳到愛爾蘭。。與會者一般包括軍樂隊、軍隊、消防隊、文化組織、慈善組織、志願協會、青年團體與兄弟會等，然而隨著時間的推移，許多遊行變得更類似狂歡節。在愛爾蘭，聖派翠克節該周被稱為“愛爾蘭母語週”，用來推行愛爾蘭傳統語言蓋爾語。近年來，在聖派翠克節時，著名的地標會用綠光點綴。
基督徒們也會參加教會服務，而在節日開始之前是限制飲食和飲酒的大齋期，也許正因如此，喝酒（尤其是愛爾蘭威士忌，啤酒或蘋果酒）已成為慶祝活動不可分割的一部分，聖派翠克節時，“淹沒三葉草”（或稱為“潤濕三葉草”）這個傳統習俗很受歡迎，尤其是在愛爾蘭，慶祝活動結束時，三葉草會被放入杯子的底部，接者盛滿威士忌、啤酒、蘋果酒或其他酒精飲料，然後向愛爾蘭聖派翠克跟在場的人敬酒並且一乾而盡，三葉草可以吞下肚，或者是拿出來放在肩上以求好運。。

### 傳統與慶祝

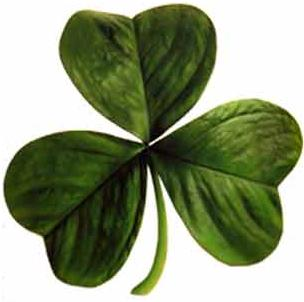
相傳聖派翠克使用三葉草向古愛爾蘭人解釋 三位一體

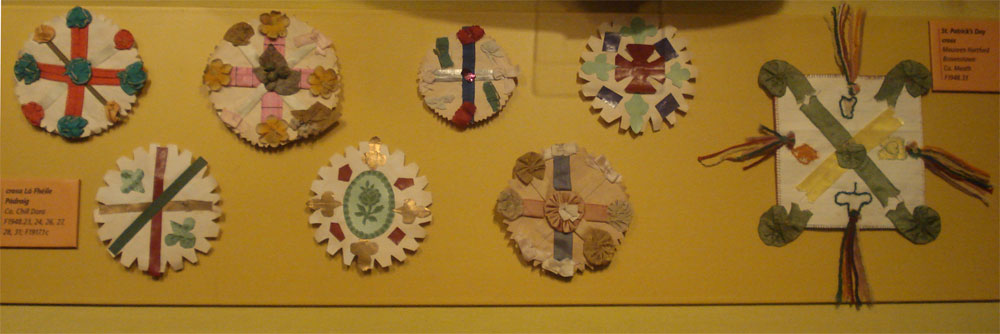
20世紀初期製作的聖派翠克紋章

在聖派翠克節時有配戴三葉草、穿著綠色衣服或綠色飾物的習慣，傳說聖派翠克曾使用三葉草向異教愛爾蘭人解釋三位一體。這個故事第一次出現在1726年，儘管可能在更早以前就有此傳說了，在信仰異教時期的愛爾蘭，“三”是一個很重要的數字，因為他們那時信仰的神都有三種型態，這有助於聖派翠克向愛爾蘭人傳福音，美國凱爾特詩人派翠西亞·摩納漢說，沒有證據證明三葉草對異教愛爾蘭人來說是神聖的，然而，民俗學家傑克桑蒂諾推測，它可能代表了自然的再生力量，並且在基督教背景下重新塑造- 聖派翠克的圖像經常描繪為“一隻手上有十字架，另一隻手裡有一枝三葉草”的聖徒，宗教專家羅傑霍曼寫道：”當聖派翠克用三葉草來解釋三位一體時，我們或許可以看到他利用視覺概念來支持他的理論。”
第一個把綠色跟愛爾蘭做結合的文獻是於11世紀成書的民間傳奇Lebor Gabála Érenn（愛爾蘭侵略記）。，它構成愛爾蘭神話中的神話物語群其中一部分，並且描述Goídel Glas的故事，他被譽為是蓋爾人的同名祖先和蓋爾亞支的創造者（愛爾蘭語、蘇格蘭蓋爾語、曼島語）。在故事中，Scota和Niul的兒子Goídel Glas被一條蛇咬傷，而摩西把手杖放在毒蛇咬的傷口上，使Goídel Glas不至於死亡，之後，他在身上印下一個綠色標記作為提醒，他會帶領他的人民到一個沒有蛇的地方，他的名字”Glas”也演變成愛爾蘭蓋爾語單字”綠色”。
在Goídel Glas冒險之後，”愛爾蘭侵略記”的下一個故事是：在一個冬天的日子，米列希安的父親Breogán登上一個在Brigantia（約在現今西班牙加利西亞自治區拉科魯尼亞）的塔樓（傳說是埃庫萊斯塔），而他在塔上看到一個美麗的綠色島嶼，因此他立刻起航，前往那座島，這個故事還介紹了三位愛爾蘭大地女神，Banba, Fódla和Ériu。
1640年代時，綠色與愛爾蘭的關聯更加緊密，從愛爾蘭天主教聯合會使用綠色豎琴紋章來當作代表旗便可見一斑，已知從1680年代以來，聖派翠克節就有別上綠色絲帶和三葉草慶祝節日的習慣。在1750年左右，”聖派翠克友愛兄弟會”成立，他們採用綠色作為其代表色。然而，當聖派屈克勳章（冊奉給盎格魯-愛爾蘭騎士團）始建於1783年時，它採用藍色作為其顏色，導致聖派翠克又與藍色產生關連，在1890年代，綠色變成象徵愛爾蘭民族主義的顏色，因為它被主張愛爾蘭獨立的聯合愛爾蘭人會所使用，這是一個主張共和主義的組織，主要由新教徒帶領，但是也有許多天主教成員，他們於1798年發起反對英國統治的叛亂。“綠色穿著”一詞來自同名歌曲，它哀嘆聯合愛爾蘭人會的支持者因穿綠色而受到迫害，十九世紀末和二十世紀初，由於蓋爾語、愛爾蘭文學復興運動，愛爾蘭語、愛爾蘭神話和愛爾蘭綠色文化重新出現，這也激起愛爾蘭民族主義情緒。綠色的影響在1916年復活節起義中更加顯著，起義時，愛爾蘭旭日旗和七星旗在作為起義軍司令部的都柏林郵政總局樓頂與愛爾蘭共和國三色旗一起飄揚。經過數個世紀，綠色和與聖派翠克節的聯結日益增加。

直到20世紀初，佩戴“聖派翠克十字架”也是愛爾蘭的流行習俗，這是其中一個風格的凱爾特十字，它用紙做成，上面覆蓋不同顏色的絲綢或緞帶，中間還有一個用綠色絲綢編成的圓圈。在1681年，英國旅行者托馬斯迪內利記錄一系列聖派翠克節的慶祝活動，這些記錄下來的活動後來成為這個節日的標準流程，迪內利觀察到愛爾蘭人穿著凱爾特十字、戴著綠色綬帶、在衣服上別綠色三葉草，然後在他們的主人發下聖派翠克節禮金後，便開始喝酒狂歡，喝到酩酊大醉，作者寫下：“那些在夜晚狂歡的人們幾乎沒有一個是清醒的……”至於十字架，它們都是由小孩製作並配戴，製作他的材料包括一張紙或卡片，並且加上有色絲帶當作裝飾，這些都以凱爾特十字架為中心。

## 各國的慶祝方式

### 愛爾蘭

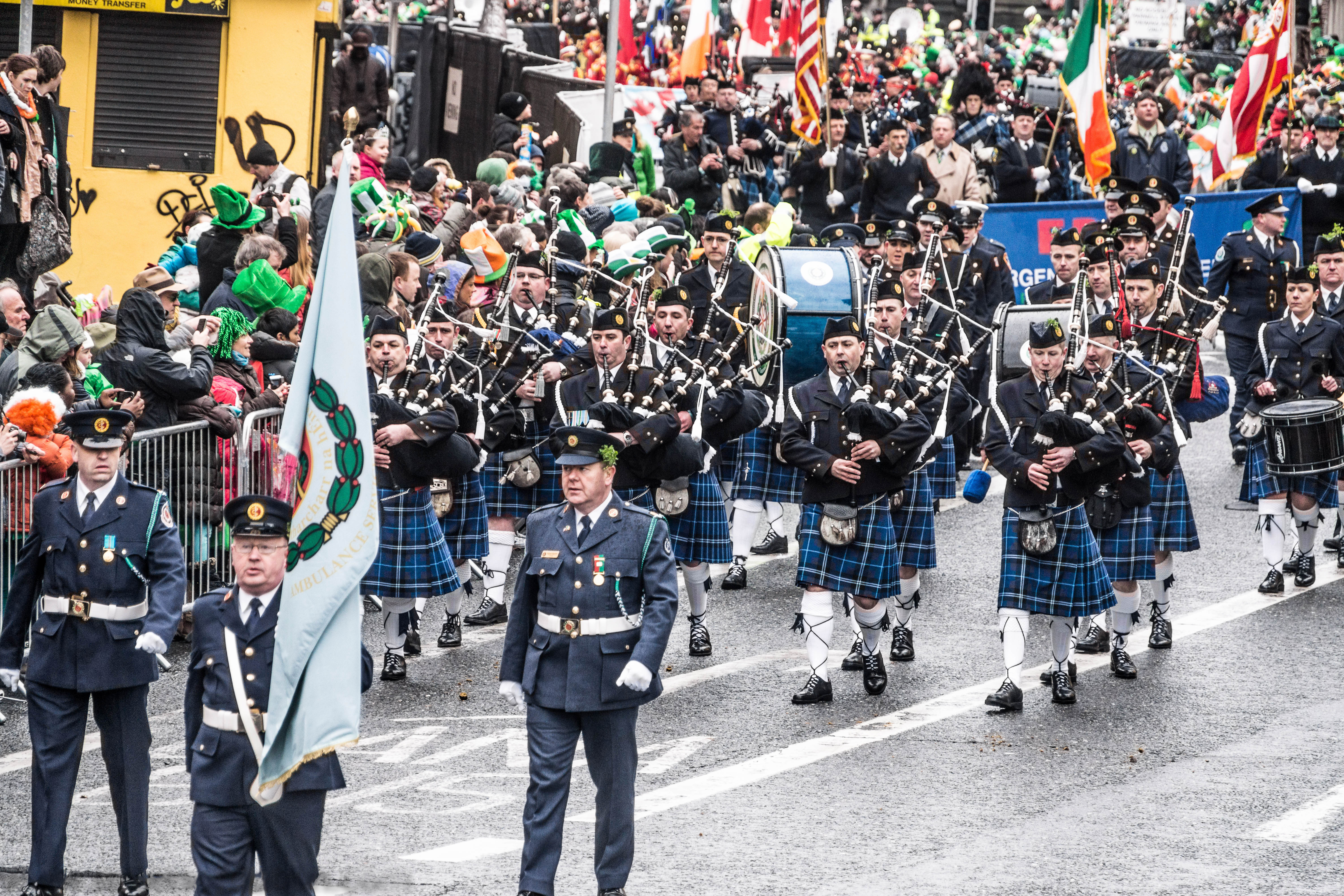
都柏林的聖派翠克節遊行

自從九到十世紀，在歐洲的愛爾蘭人就會慶祝被視為是一種國定假日的聖派翠克節，後來，愛爾蘭人甚至認為聖派翠克是他們的主保聖人，而且在17世紀初之時，由於愛爾蘭沃特福德出身的方濟會學者路克瓦丁的影響，聖派翠克節終於被安排在天主教會的教會年曆上，聖派翠克節因此成為愛爾蘭天主教徒公定的聖日，也是愛爾蘭聖公會的一個嘉年華會，教堂排定的日期會避開某些聖徒需要嚴格遵守教規的節日，將嘉年華會推移到其他時間，3月17日的聖派翠克節如果與聖周撞期的話，會受到這一要求的影響，這發生在1940年，為了避免它與聖枝主日撞期，該年的聖派翠克節被移到4月3日，並且在2008年再次發生，所以那次被移往3月15日，下次聖派翠克節要跟聖週撞期要等到2160年，雖然如此，受歡迎的慶祝活動還是會在3月17日或是接近的周末舉行。
1903年，聖帕特里克節成為愛爾蘭的正式公定假日，這受惠於1903年愛爾蘭銀行假日法案，這是愛爾蘭裔下議會議員詹姆斯奧馬拉提出的法案，奧馬拉之後推動一項法律，要求3月17日在群眾酒後失控前必須關閉酒吧跟夜店，該條款最後在20世紀70年代被廢除。
愛爾蘭第一次聖派翠克節遊行於1903年在沃特福德舉行，同年該周被蓋爾聯盟宣佈為愛爾蘭語言週，在沃特福德，他們選擇在3月15日週日舉行遊行，遊行隊伍包括市長和沃特福德互助會的成員、貿易大廳、各種工會和樂隊，包括「巴拉克聖樂隊」和「托馬斯弗朗西斯梅格樂隊」。遊行從喬治街的蓋爾聯盟總部開始，並在人民公園結束，而市長和其他政要在結束時向公眾發表演說。 3月17日星期二，沃特福德的大部分商家（包括夜店酒吧）都休息一天，遊行隊伍像他們兩天前一樣遊行。沃特福德商貿協會一直強調應遵守國家假期。
在1916年的聖派翠克節，愛爾蘭義勇軍-一個愛爾蘭民族主義準軍事組織-在愛爾蘭各地舉辦遊行，當局記錄總共有38次聖派翠克節遊行，參加人數大概有6000名，其中半數據說是有武裝的，接下來的一個月，愛爾蘭志願者發起了針對英國統治的復活節起義，這表示革命蠢蠢欲動，造成愛爾蘭獨立戰爭和內戰，在這段時間裡，愛爾蘭聖派翠克節的慶祝活動一直沒有公開舉行，儘管這一天有時會舉行大型政治集會。愛爾蘭自由邦成立後，慶祝活動仍然保持低調，唯一的國家級的紀念活動是行軍式和英式閱兵，以及由政府部長代表出席的蓋爾語彌撒。1927年，愛爾蘭自由邦政府在規定聖派翠克節禁止出售酒類，儘管它在北愛爾蘭是合法的，該禁令直到1961年才被廢除。
目前第一個被官方認可的聖派翠克節遊行舉辦於1931年的都柏林。

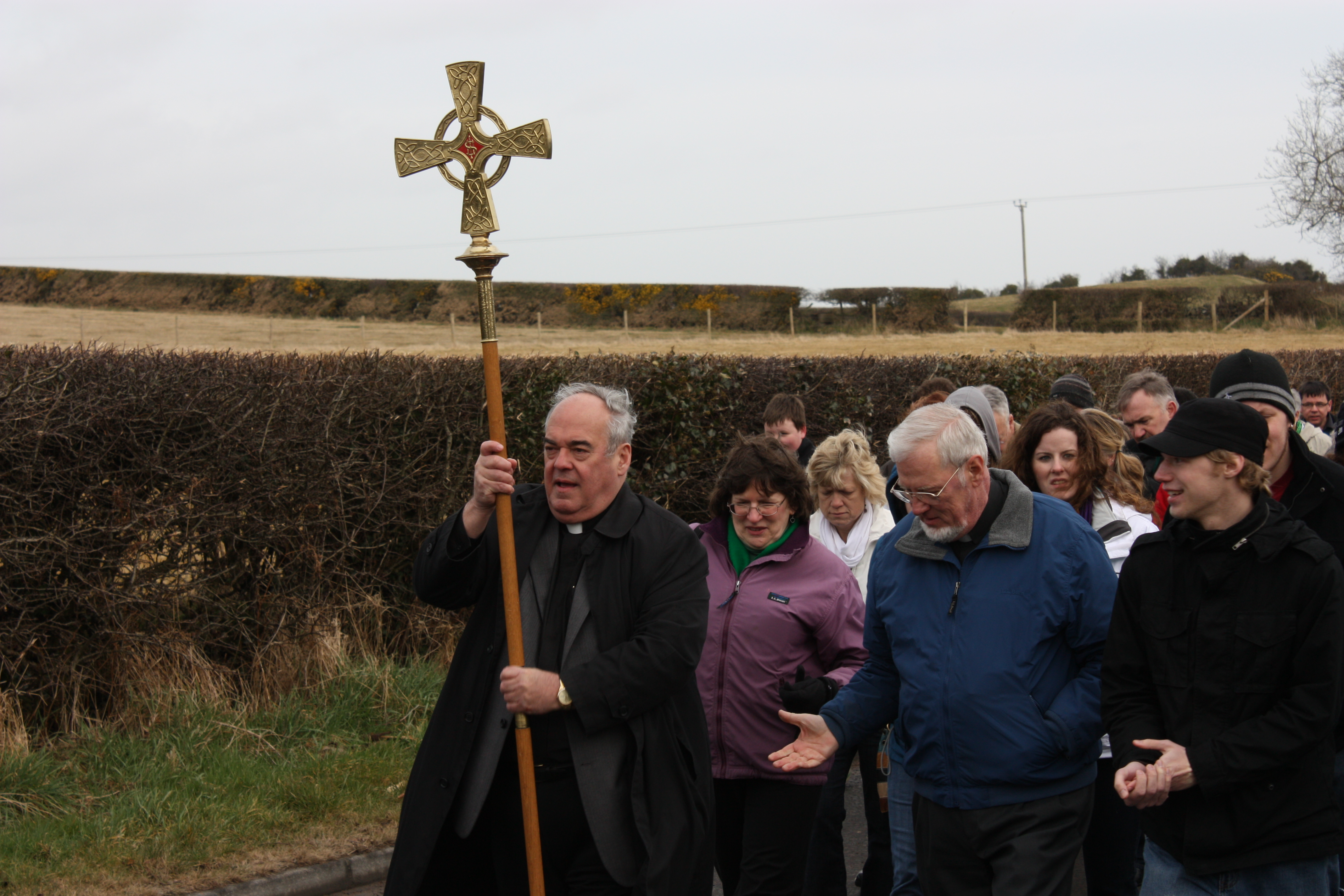
前往唐派屈克弔唁聖派翠克的隊伍

在北愛爾蘭，聖派翠克節的慶祝活動受到基督教派影響，大多數人是持愛爾蘭聯合主義的新教徒，他們認為自己是英國人，而剩下的是為數可觀的愛爾蘭天主教民族主義者，儘管這是公眾假期，但北愛爾蘭的聯合主義政府並沒有完全遵守聖派翠克節的傳統跟義務，在北愛爾蘭問題最嚴重的年代裡（20世紀60年代末至90年代末期），聖派翠克節的公共活動很少見，並且僅與天主教團體有關，1976年，聯合主義者在慶祝聖派翠克節的天主教徒聚集區鄧甘嫩市酒吧外引爆汽車炸彈，四名平民遇害，許多人受傷，然而，一些新教徒聯合主義者試圖“重新定義”這個節日，並且在1985年，奧蘭治聯盟舉行了自己的聖派翠克節遊行﹑自1998衝突結束以來，北愛爾蘭各城鎮開展了跨社區的遊行，吸引了數千名觀眾。
在20世紀90年代中期，愛爾蘭共和國政府開始利用聖派翠克節展示愛爾蘭及其文化的運動，並且成立了一個名為”聖派翠克節”的組織，其宗旨是：
1. 為全世界提供一個最高等級的全國性假日
2. 通過創新、創意、基層參與和行銷活動，在愛爾蘭各地創造動能與活力。
3. 為愛爾蘭裔的人們（以及那些有時希望他們是愛爾蘭人的人）提供機會和動力參與富有想像力和表現力的慶祝活動。
4. 在國際上為愛爾蘭量身打造一個具有創造力、專業性、精緻感和吸引力的國家形象。

第一屆正式的聖派翠克節嘉年華於1996年3月17日舉行，1997年成為為期三天的活動，到2000年為期四天，2006年，節日延長至五天，2009年參加遊行的人數超過675,000人，粗估2009年為期五天的節日吸引了近100萬名參加者，包括音樂會、戶外戲劇表演和煙火等慶祝活動。
2004年聖派翠克節研討會的主題是“談愛爾蘭”，其中討論的主題有愛爾蘭特色、經濟成就和未來走向，自1996年以來，人們更加強調慶祝節日以及展現愛爾蘭人的包容力，而不是以傳統的宗教或種族認同，離聖派翠克節最近一周的焦點通常會放在蓋爾語母語人士上，在Seachtain na Gaeilge（“愛爾蘭語言週”）期間使用更多蓋爾語。
愛爾蘭的基督教領袖對聖派翠克節的世俗化表示擔憂，在“聖經”雜誌2007年3月號的文章中，文森特多梅神父寫道：”現在是還聖派翠克節於教會的時候了。” 他質疑“無止境酒精狂歡”的必要性，並得出結論：“現在大家都把虔誠和樂趣攪成一塊了。”
除了都柏林之外，愛爾蘭許多其他城市，城鎮和村莊都有舉辦自己的遊行和節慶活動，包括科克、貝爾法斯特、德里、戈爾韋、基爾肯尼、利默里克和沃特福德。
城外最大的慶典活動在唐派屈克，傳說聖派翠克安葬於此，世界上最短的聖派翠克節遊行發生在科克郡的德里普希，遊行僅隊伍僅延續23.4米，在村里的兩間酒吧之間遊歷，年度活動始於1999年，但後來在其中一家酒吧停業的五年後停止。

### 英格蘭

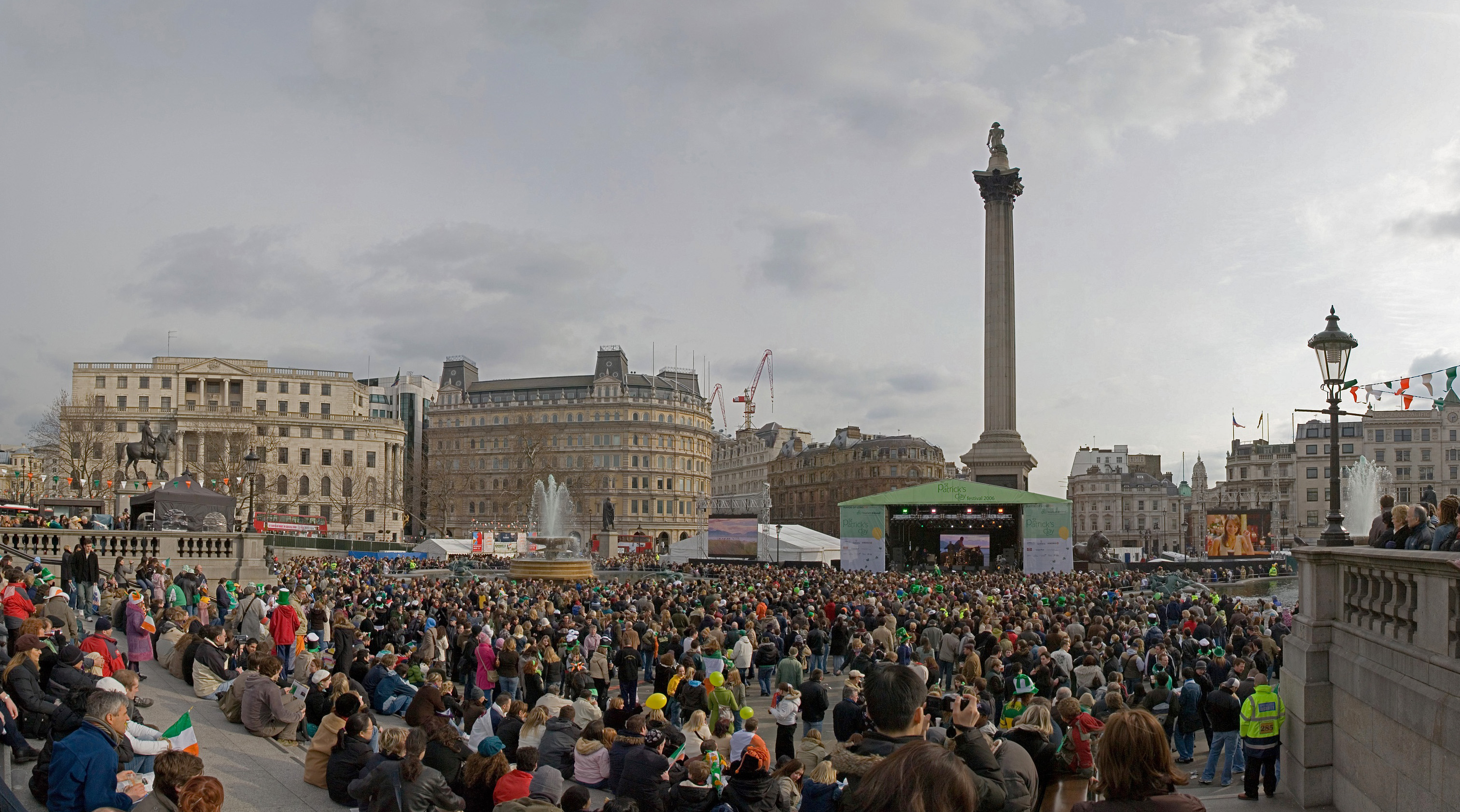
在倫敦特拉法加廣場舉辦的遊行

在英格蘭，英國女王伊麗莎白女王曾經把從愛爾蘭運送過來的三葉草禮物贈送給英國陸軍的愛爾蘭衛隊成員，愛爾蘭衛隊在這一天仍然有配戴三葉草的習慣，而愛爾蘭裔的人在聖派翠克節當天配戴三葉草的習慣是源自60年代後期愛爾蘭衝突，現在大多只有在參加特定活動時會配戴。。
英國各個基督教教派都遵守這個節日的傳統，包括聖公會和天主教會。。
在切騰漢姆節的賽馬活動吸引大量的愛爾蘭人，包括住在英國的和從愛爾蘭過來的人，通常與聖派翠克節一致。。
在伯明翰市中心有英國最盛大的聖派翠克節遊行 ，總長兩英里（3公里）。 組織者稱其為都柏林和紐約之後的全球第三大聖派翠克節遊行隊伍。。
倫敦自2002年以來，每年的聖派翠克節遊行都會在17日左右的周末舉行，地點通常在特拉法加廣場，2008年，特拉法加廣場噴泉中的水染成了綠色。。
利物浦擁有著跟任何英國城市比起來比例最高的愛爾蘭裔居民，這使得利物浦聖派翠克節長時間有音樂、文化活動和遊行隊伍等慶祝活動。。
曼徹斯特在聖派翠克節前幾週會先舉辦為期兩週的愛爾蘭藝術節，這個音樂節包括愛爾蘭市集，該市集設在市政廳，在兩週的時間裡，愛爾蘭三色旗跟米字旗互相呼應，並且舉行大型遊行以及大量的文化學習活動。。

### 馬爾他
在馬爾他舉行的第一次聖派翠克節慶祝活動發生在20世紀初，由駐紮在弗洛里亞納的皇家都柏林火槍隊的士兵所舉辦，慶祝活動在鎮上的巴祖內塔地區舉行，該地區有許多酒吧並且靠近營房，現在散居在馬耳他的愛爾蘭人每年都會慶祝這一盛宴。。
今天，聖派翠克節主要在聖朱利安斯的斯皮諾拉灣和帕切維爾慶祝，而弗洛里亞納和其他地方仍有其他較小型的慶祝活動，成千上萬的馬耳他人出席慶祝活動，這些慶祝活動與傳統的愛爾蘭文化相比，與喝愛爾蘭啤酒更相關。。。

### 俄羅斯

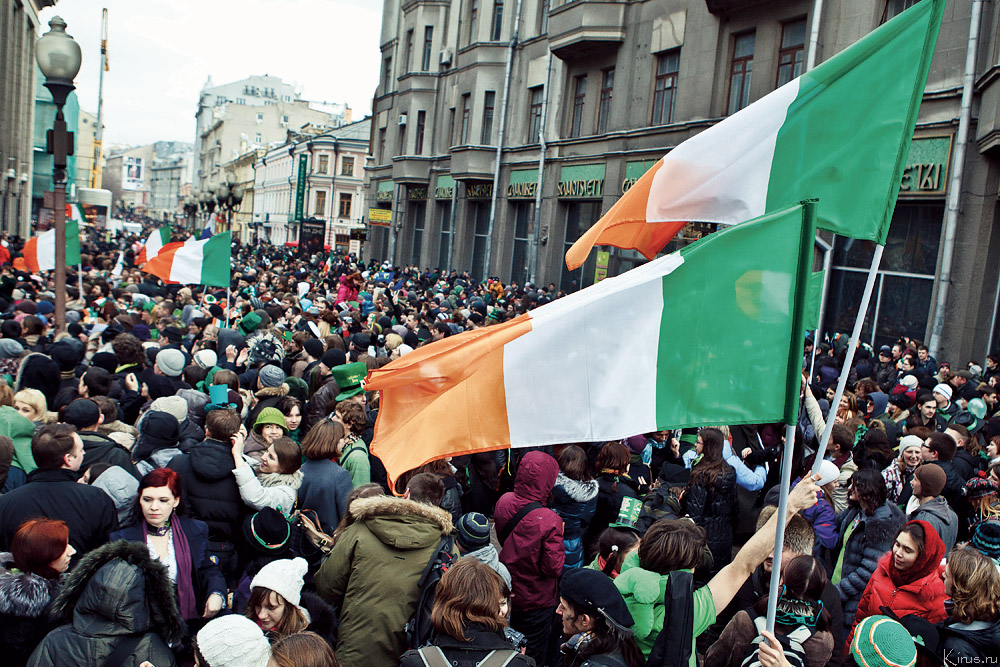
莫斯科的慶典

第一次聖派翠克節遊行於1992年在俄羅斯舉行。自1999年以來，每年在莫斯科和其他俄羅斯城市會舉辦“聖派翠克節”嘉年華， 莫斯科官方舉辦的遊行大部分是軍事遊行，並由莫斯科政府和愛爾蘭駐莫斯科大使館合作舉辦，嘉年華則是由志願者舉辦。2014年3月12日至23日歡慶莫斯科愛爾蘭週，其中包括3月17日的聖派翠克節，在莫斯科、聖彼得堡、葉卡捷琳堡、沃羅涅日和伏爾加格勒舉辦的70多場慶祝愛爾蘭文化的活動由愛爾蘭大使館、莫斯科市政府和其他組織贊助。。。
2017年，俄羅斯正教會將聖派翠克節加入其禮拜日曆中，並於3月30日慶祝(俄曆3月17日)。。

### 波士尼亞赫塞哥維那
波士尼亞赫塞哥維那首都塞拉耶佛有一個大型的愛爾蘭僑民社區， 該社區於2015年成立塞拉耶佛愛爾蘭藝術節，該藝術節持續三天，包括聖派翠克節在內，這個節日組織一年一度的遊行、成立愛爾蘭戲劇團、放映愛爾蘭電影並組織愛爾蘭民俗音樂會，該節日邀請過許多愛爾蘭知名藝術家、電影製片人、戲劇導演和音樂家，如Conor Horgan，Ailis Ni Riain，Dermot Dunne，Mick Moloney，Chloë Agnew等。。
。

### 蘇格蘭
蘇格蘭小鎮科特布里奇的居民大部分都是愛爾蘭裔，他們也有自己的聖派翠克節嘉年華，其中包括鎮中心的慶祝活動和遊行。。。

格拉斯哥擁有相當大的愛爾蘭人口，這在一定程度上是由於19世紀愛爾蘭大飢荒的緣故，這批移民也是使格拉斯哥人口增加10萬人的主要原因，由於愛爾蘭裔居民眾多，因此愛爾蘭主題酒吧和愛爾蘭營利團體每年在格拉斯哥舉行聖派翠克節慶祝活動，自2007年以來，格拉斯哥開始舉辦一年一度的聖派翠克節遊行和節日。。。

### 瑞士
雖然瑞士聖派翠克節通常在3月17日慶祝，而且類似鄰近中歐國家的慶祝方式，但瑞士學生在聖派翠克節前夕私下舉辦慶祝活動並不罕見，最受歡迎的派對通常辦在蘇黎世的奧斯錫區，而客人還會根據傳統喝綠色飲料和穿著綠色服飾。。

### 日本

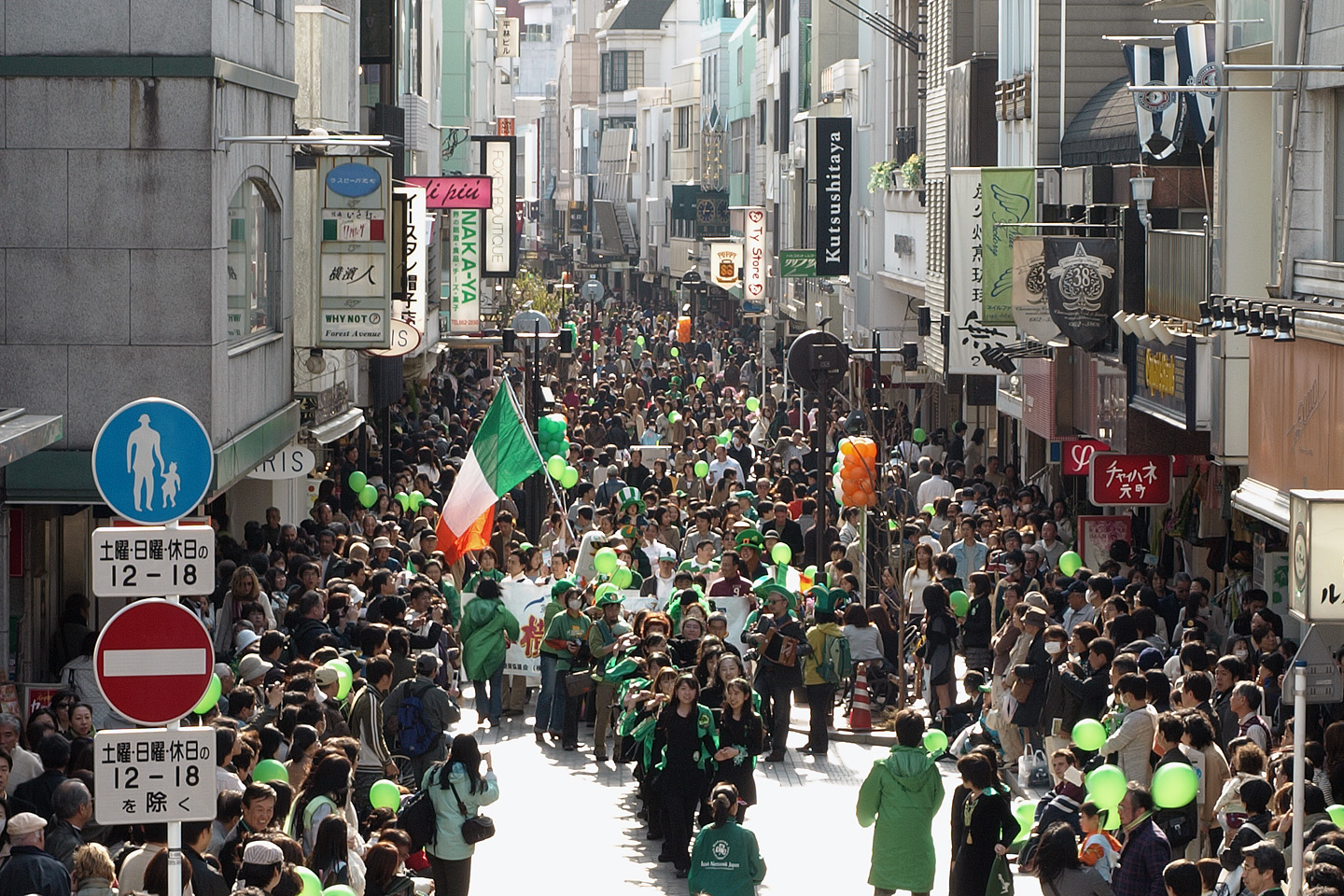
聖派翠克遊行於橫濱

聖派翠克節遊行現在在日本各地舉行。在東京舉辦的第一次遊行是由日本愛爾蘭人互助網（INJ）於1992年發起的。。

### 韓國
自1976年以來，韓國愛爾蘭協會開始在韓國首都首爾慶祝聖派翠克節，遊行和節日的地點已經從原本的梨泰院和大學路轉移到清溪川。。

### 馬來西亞
在馬來西亞，成立於1925年的聖派翠克雪蘭莪協會每年組織聖派翠克舞會，它被譽為亞洲最大的聖派翠克嘉年華，海尼根啤酒馬來分公司還在巴生谷、檳城、柔佛州新山、麻六甲，怡保，關丹、亞庇、美里和古晉等地舉行全國36個派對。。

### 蒙哲臘
由於這裡收容大量來自聖克里斯多福及尼維斯的愛爾蘭難民，蒙哲臘島被稱為“加勒比翡翠島”，蒙哲臘是立聖派翠克節為公眾假期的三個地方之一，與愛爾蘭和加拿大紐芬蘭與拉布拉多省並列，蒙哲臘的假期也紀念1768年3月17日失敗的奴隸起義。。

### 太空站

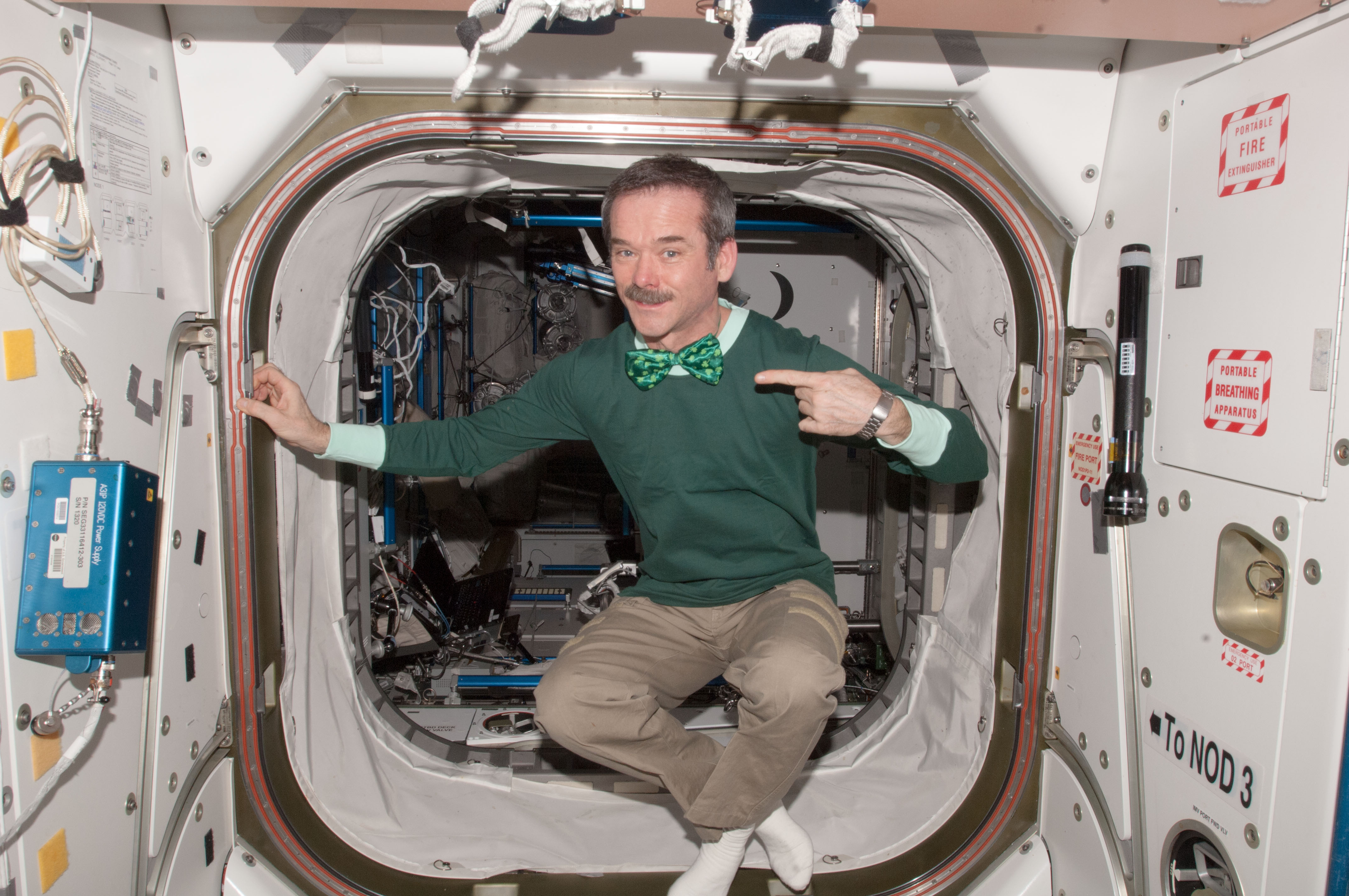
克里斯·哈德菲爾德在2013年聖派翠克節時穿著綠色服裝

國際太空站上的宇航員以不同的方式慶祝這個節日，愛爾蘭裔美國人凱瑟琳·科曼在2011年的聖派翠克節時在太空站漂浮演奏馬特莫洛伊的傳家寶古笛和帕迪莫洛尼的錫哨，兩人都是愛爾蘭音樂團體”酋長”的成員，她的表演後來被列入了該集團專輯“古音”中的一首名為“宇宙酋長”的曲目。 （页面存档备份，存于） （页面存档备份，存于） （页面存档备份，存于） （页面存档备份，存于）
克里斯·哈德菲爾德從地球軌道拍攝愛爾蘭，以及他在太空站穿著綠色服裝的照片，並在2013年的聖派翠克節時在網路上發布他的照片，他還在網路上發布自己在太空唱“丹尼男孩”的錄音。 （页面存档备份，存于） （页面存档备份，存于）

### 加拿大

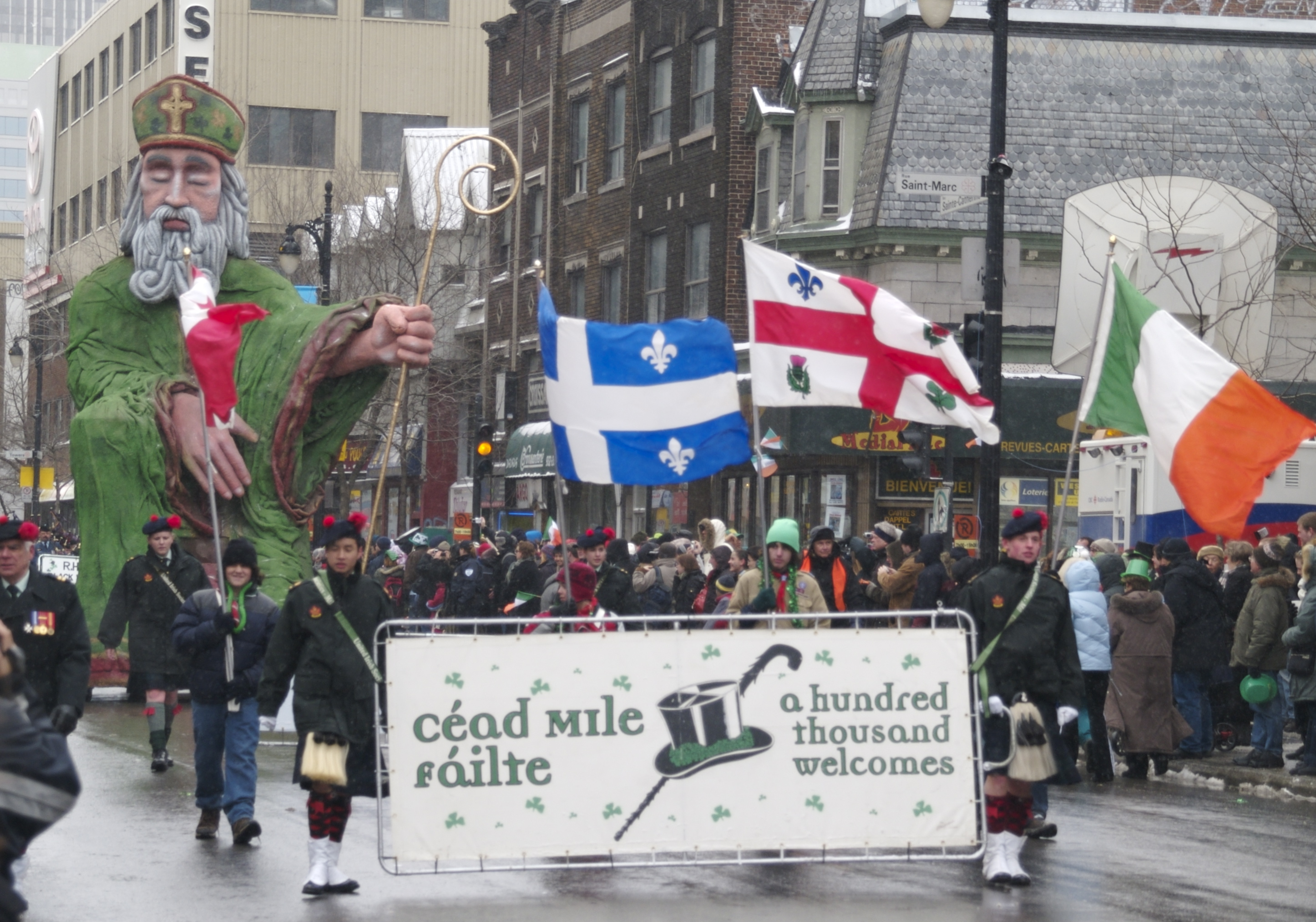
北美最大的聖派翠克節遊行就在蒙特婁

北美地區歷時最長、規模最大的聖派翠克節遊行在每年在蒙特婁舉行，其市徽在右下象限內有三葉草圖案，從1929年起，每年一度的慶祝活動都是由蒙特婁愛爾蘭聯合會組織的，而遊行自1824年以來一直沒有中斷，然而，聖派翠克節在蒙特婁在1759年英國征服法屬加拿大之後，由蒙特利爾駐軍愛爾蘭裔士兵之間開始慶祝的。。
在曼尼托巴省，當地愛爾蘭協會為聖派翠克節每年舉辦一次為期三天的音樂和文化祭。。
2004年，溫哥華凱爾特協會在溫哥華市中心舉辦第一屆年度音樂節，慶祝凱爾特民族及其文化，這個活動跟遊行每年在聖派翠克節最近的周末舉行。。
在魁北克市，從1837年到1926年之間都有舉辦遊行，但是一直到超過84年後才於2010年恢復傳統，該年紐約市警察局樂隊成為特別表演來賓。。
自1863年以來，多倫多年年舉行遊行。在3月17日之前的星期天市中心有一場大型遊行，且吸引了超過10萬名觀眾。。
NHL多倫多楓葉隊於1919年至1927年間被稱為多倫多聖派翠克隊，並穿著綠色球衣。1999年，當楓葉隊在聖派翠克節的比賽穿著綠色的聖派翠克復刻球衣。。
一些團體，特別是健力士啤酒公司，曾遊說政府讓聖派翠克節成為國定假日。。
2009年3月，卡加里塔在聖派翠克節當天將頂部燈光改為新的綠色節能燈泡作為非營利環保運動的一部分，綠色代表環境問題，在聖派翠克節時，約有210盞燈被更換成矮妖帽形狀的燈泡，一周後，白色節能燈取代了他們的位置，據估計，這一變化將為卡加里塔節省大約12,000美元，並減少排放104噸溫室氣體。。

### 美國
聖派翠克節在美國雖然不是公定假日，但是作爲慶祝愛爾蘭的文化傳統節日，每年3月17日在美國全國各地都舉行慶祝活動。活動包括：彰顯聖派翠克節的綠色特徵、舉辦宗教儀式、群衆遊行、親朋舉杯暢飲等。 自18世紀後期以來，這個節日在北美就成爲了固定的大衆歡慶節日。
2020年因爲新冠肺炎（COVID-19）的大爆發被迫推遲，這是聖派翠克節在美國登陸250年以來首次因故推遲"。

### 阿根廷

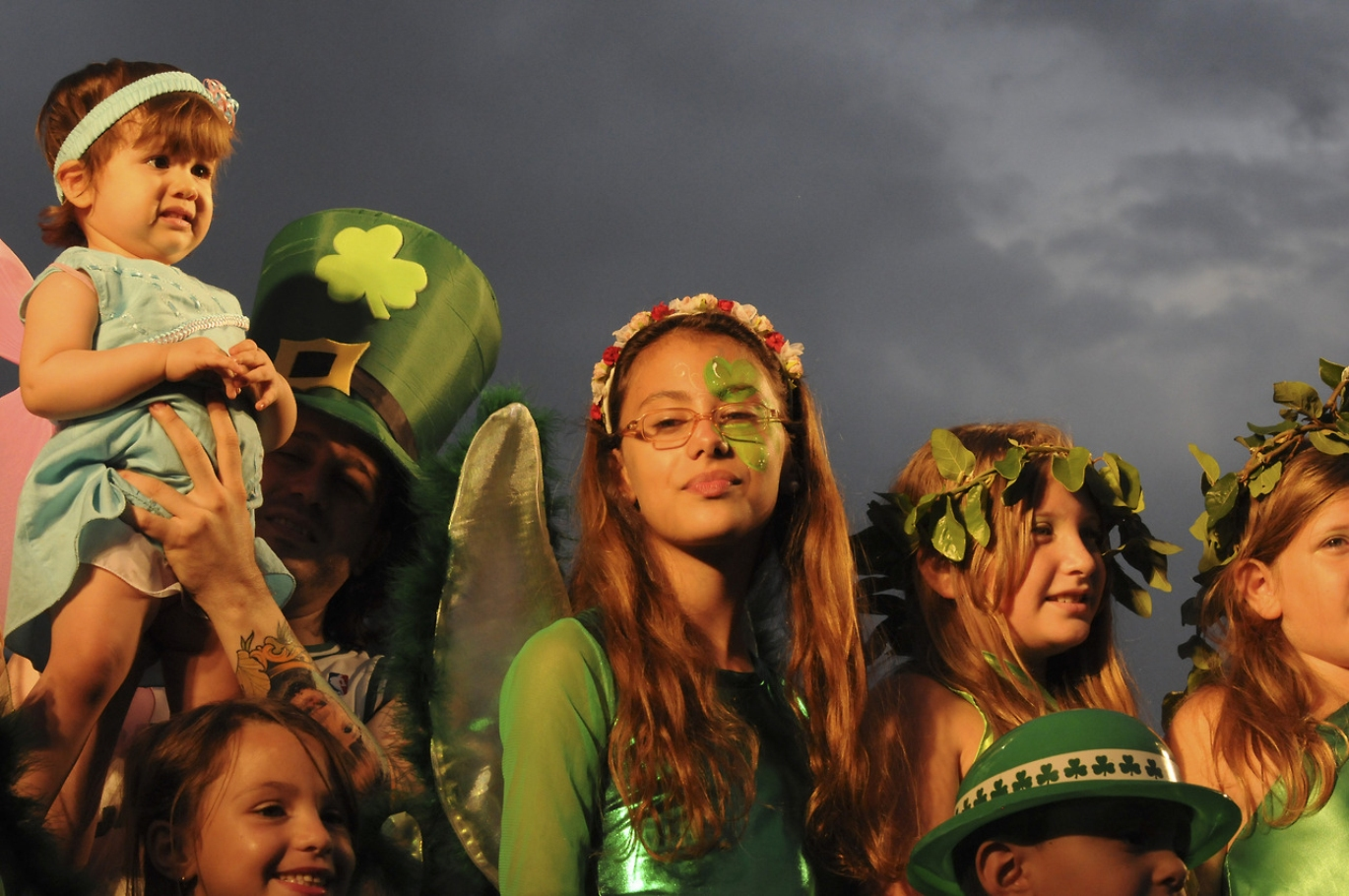
在布宜諾斯艾利斯市中心 Reconquista街所舉辦的慶典

在布宜諾斯艾利斯，派對舉辦在Reconquista市中心的街道上，那裡有幾家愛爾蘭酒吧; 2006年，這條街上和附近的酒吧大約有5萬人，然而，天主教會和阿根廷愛爾蘭社區都沒有參與此活動的規畫。。

## 批評
近幾十年來，聖派翠克節的慶祝活動受到了批評，尤其是公然酗酒和脫序行為，有些人認為，這些慶祝活動已變得商業化和俗氣，並偏離最初聖派翠克的教誨和愛爾蘭傳統，記者Niall O'Dowd批評近期將聖派翠克節改為慶祝多元文化而不是慶祝愛爾蘭自身的改變。。。
聖派翠克節嘉年華會也被批評為助長愛爾蘭和愛爾蘭人的刻板印象， 一個例子是穿著'拉布列康(矮妖)衣服'，這些衣服樣式是出自於19世紀貶損愛爾蘭的諷刺漫畫，在2014年聖派翠克節之前，愛爾蘭天主教秩序護衛隊成功阻止美國大型零售商銷售促銷帶有負面愛爾蘭刻板印象的新奇商品。。
一些人將愛爾蘭境外的聖派翠克節嘉年華稱為“愛爾蘭假象的塑造”，外國人歪曲愛爾蘭文化、冒充愛爾蘭身份，並塑造愛爾蘭刻板印象。。
美國的LGBT團體被禁止參加在紐約市和波士頓聖派翠克節遊行，因此出現赫爾利訴愛爾蘭裔美國人同性戀、女同性戀和波士頓雙性戀集團一案，最後美國最高法院的裁決為LGBT權利立下一塊里程碑，在紐約市，該禁令在2014年取消，雖然LGBT團體發現參與障礙仍然存在，在波士頓，2015年取消LGBT團體參與的禁令。。。